# Пиллаи, Девасахайам
Святой Девасахайам (Лазарь) Пиллаи (англ. Devasahayam Pillai), урожд. Нилаканта Пиллаи (англ. Neelakanta Pillai, 23 апреля 1712, Натталам — 14 января 1752, Аралваиможи) — индийский мирянин, католический мученик.
Канонизирован папой Франциском в 2022 году.

## Биография
Родился 23 апреля 1712 года в богатой индуистской семье в деревне Натталам в княжестве Траванкор (ныне в округе Каньякумари, Тамилнад). Получил прекрасное образование. Поскольку семья имела связи при дворе махараджи Мартханды Вармы, Пиллаи ещё юношей получил работу в королевском дворце. Благодаря способностям и энтузиазму он вскоре стал чиновником при Рамайане Далаве, диване (премьер-министр) Траванкора. Пиллаи женился на девушке из своей касты.
В 1742 году Пиллаи встретил голландского капитана Эсташа де Ланнуа из Ост-Индской компании, взятого в плен в за год до этого. Де Ланнуа и голландцы были помилованы махараджей и назначены служить в армии Траванкора. Через него Пиллаи познакомился с миссионером Джованни Баттистой Буттари, иезуитом, который впоследствии стал его другом и духовным наставником. 14 мая 1745 года крестился и принял христианское имя Лазарь, что означает «Бог помог»; на тамильский язык это было переведено как Девасахайам. Его жена также крестилась, но, опасаясь гонений, перебралась в деревню Вадакканкулам (ныне в округе Тирунелвели). Позже приняли крещение и некоторые его ближайшие родственники.
Евангелизация, проповедующая равенство между народами, несмотря на кастовые различия, вызвала ненависть браминов. Это отразилось и на жизни Пиллаи. В феврале 1749 года он был арестован по приказу махараджи, подвергся многочисленным пыткам и унижениям: его избивали каждый день восемьдесят раз, втирали перец в его раны и ноздри, оставляли под палящим солнцем. Его приковывали цепью к дереву и оставляли на милость бушующей стихии. Однако его вера осталась непоколебимой: он молился о том, чтобы все люди пришли к Богу. В конце концов он был выслан в пределы царства, под Аралваиможи; но и здесь слава о нём быстро распространилась, сподвигнув многих индийцев креститься.
14 января 1752 года был расстрелян из ружей группой солдат. Его тело было небрежно выброшено у подножия холмов в Каттадималае. Позже местные жители отнесли его тело в церковь в Коттаре (ныне в Нагеркойле) и захоронили возле алтаря. Церковь Святого Франциска Ксаверия сейчас является епархиальным собором. Многие христианские паломники посещают его могилу и возносят молитвы.

## Прославление
Беатифицирован как мученик кардиналом Анджело Амато от имени папы Бенедикта XVI в церкви Святого Франциска Ксаверия (Нагеркойл, Тамилнад) 2 декабря 2012 года. Первый блаженный индиец-мирянин, который не состоял ни в одной религиозной конгрегации. Канонизирован папой Франциском 15 мая 2022 года. Первый святой индиец, который не был ни священником, ни монахом.
День памяти — 14 января.